# Iivari Leiviskä
Iivari Gabriel Leiviskä, född 22 augusti 1876 i Uleåborg, död 2 september 1953 i Helsingfors, var en finländsk geograf.
Leiviskä var en e.o. professor i geografi vid Helsingfors universitet 1921-46. Han har studerat geomorfologi, glacialgeologi och växtgeologi, särskilt uppkomsten av åsar. Han var produktiv som författare, av läromedel osv.
Han var också en av grundarna av Akademiska Karelen-Sällskapet.

## Fotnoter
1. 1 2  Uppslagsverket Finland, Svenska folkskolans vänner, Uppslagsverket Finland-ID: LeiviskaeIivariUppslagsverketFinland.[källa från Wikidata]